# V LIVE
V LIVE（ブイ・ライブ; V Appとも呼ばれる）は、韓国のライブ動画配信サービスで、国内を拠点とする有名人が、ファンとのライブチャットセッション、パフォーマンス、リアリティショー、アワードショーなどのライブビデオをインターネット上で放送することができる。ストリーミング配信は、オンラインまたはAndroid、iOSのモバイル端末で、リプレイはPCで利用できる（Adobe Flash Playerを使用しているため、一部のPCでは利用できない）。
ネイバーが所有しており、2015年8月下旬にリリースされた。また、近日中にBig Hit Entertainmentの子会社であるWeverse Companyに譲渡される予定となっている。Weverse Companyは、Big Hit Entertainmentが51％、ネイバーが49％を出資している。

## 歴史
2007年にネイバーがビデオプラットフォームチャンネルを開設したが、多くの国では利用が制限され、利用できなかった。
2015年8月上旬にネイバーは、ライブストリーミングアプリ「V Live」をリリースした。このアプリケーションは、当初はAndroid向けのGoogle Play Storeでのみ提供されていたが、その後、iTunesでも提供されるようになった。日本、中国、台湾、タイ、ベトナムなどの国際的なファン層へのアプローチを目的としている。そのため、地域の制限はなく、ウェブサイトには英語、中国語、日本語など様々な言語が用意されていた。
同年8月1日にはベータ版を提供し、9月1日に正式サービスを開始した。同年9月2日にAndroid版の完全版を、9月中旬にiOS版の完全版をリリースした。
センサータワーによると、2017年8月にはアプリが20万ダウンロードされ、60万ドルを稼いでいた。2018年5月には、Google Play StoreとiTunesで100万ダウンロードを超えていた。
2021年1月27日、ネイバーはBig Hit Entertainmentの技術子会社であるWeverse Companyに譲渡し、同社のWeverseプラットフォームに統合されることが発表された。

## サービスと機能
V LIVEには、BIGBANG、BLACKPINK、WINNER、BTS、EXO、Red Velvet、GOT7、GFRIEND、TOMORROW X TOGETHER、MONSTA X、BTOB、ASTRO、Apink、T-ARA、NCT、TWICE、Stray Kids、IZ*ONE、INFINITE、MAMAMOO、Rocket Punch、Golden Child、ENHYPEN、ONEUS、VICTON、SEVENTEENなどのアーティストや、イ・ジョンソク、イ・ドンウク、パク・ボヨンなどの俳優も参加している。V LIVEでは、ファンとのライブチャットセッション、パフォーマンス、リアリティショー、アワードショーなど、さまざまなプログラムを放送することができる。
V LIVEでは、ファンが簡単にウェブサイトにアクセスできるようになっている。ユーザーがフォローしているチャンネルがライブ配信を開始したり、新しいコンテンツをアップロードしたりすると、ユーザーに通知される。また、ユーザーは動画にコメントやハートを送ることができ、配信側もリアルタイムで見ることができる。ハートの数が一定数集まると、画面上に特殊な効果が現れる。すべてのインタラクションは、ユーザーの「CHEMI-BEAT」に貢献する。CHEMI-BEATは、ユーザーと有名人の相性を追跡する。ユーザーは定期的にチャンネルに参加し、プッシュ通知をオンにしたり、動画を共有したりすることで、自分のCHEMI-BEATを高めることができる。CHEMI-BEATが高いと、配信者が主催するイベントに当選する可能性が高くなる。

### V LIVE+
V LIVE+とは、未発表のコンテンツ、ダウンロード可能なコンテンツ、ファン向けのコンテンツを提供する有料コンテンツの種類を指す。V LIVE+のコンテンツは、1ドル＝50枚のVコインで購入できるほか、アルバムなどの外部購入時に提示されるコードで交換することができる。

### CH+
一部のアーティストは、加入しないと視聴できないプレミアムチャンネル「CH+」を提供している。CH+チャンネルは、Vコインで30日、3ヶ月、6ヶ月、1年単位で購入できる。CH+チャンネルは、通常のチャンネルとは異なり、隠し撮りされた放送や動画、投稿を見ることができる。V LIVE CH+で独占的に放送されたリアリティ番組には、『Real GOT7』や『BTS Bon Voyage』などがある。V LIVE専用ドラマの舞台裏は、CH+チャンネルでも見ることができる。

### Vコイン
「Vコイン」とは、有料商品を購入するためのサービス内の電子通貨のことである。 有料商品とは、会員がサービス内で購入できる様々な商品（特定のコンテンツの視聴権、ダウンロード権、サービス内の特定の機能など）を意味する。Vコインは、アプリマーケットでの購入、クレジットカード、携帯電話、銀行振込、その他当社がサービスプラットフォーム内で設定した決済方法により、購入又はチャージすることができる。ただし、ユーザーが独立した事業者の決済手段を選択した場合、ユーザーは、当該事業者が定める決済手続きに従って購入手続きを行う必要がある（iOSのみ）。

### ステッカー
ステッカーは、V LIVEチャットで使用できる画像アイテムである。一部のステッカーパックは特定のチャンネルに限定されており、そのチャンネルのチャットでしか使用できない。ステッカーはストアでVコインを使って購入できる。ほとんどのステッカーパックは、無料または100コイン（1.99ドル）である。

### Vライトスティック
Vライトスティックは、特別なハートアイコンとして機能するデジタルアイテムである。タップすると2倍のハートが現れ、ハートのマイルストーンを達成すると画面上に特別な効果が現れ、ライトスティックを表す3次元のインタラクティブなオブジェクトが現れる。1日パスは50コイン、30日パスは150コインで、それぞれストアで購入できる。Vライトスティックは現在、モバイルアプリでのみ利用できる。
Vライトスティックは2018年12月7日に導入され、当初はBTS、GOT7、MONSTA X、NU'EST-W、TWICEのみが利用可能だった。同年12月27日、BLACKPINK、iKON、SEVENTEEN、WINNER、宇宙少女を含むVライトスティックの拡大を発表した。

### V ファンサブ
V ファンサブとは、V LIVEの映像にユーザー自身が外国語の字幕を付けることができる字幕サービスのことである。これらの字幕は、V ファンサブのチームによって審査された後、V LIVEにアップロードされる。この字幕機能はV LIVEの成長に大きく貢献しており、韓国以外の海外にも多くのファンを獲得している。

### CHEMI-BEAT
CHEMI-BEATとは、ユーザーが特定のチャンネルに抱いているケミストリーとビートのレベルを意味している。これは、ユーザーが特定のチャンネルで行ったインタラクションの量に相当する。7つのレベルがあり、ユーザーはそのレベルに応じて取得することができる。さらに、各チャンネルのすべてのユーザーは、CHEMI-BEATに基づいてランク付けされる。このランキングは毎日更新され、上位100人のユーザーは各チャンネルのトップページに表示される。
現在、CHEMI-BEATに基づく追加特典はないが、V LIVEは将来的に追加特典を提供する予定であると述べている。

### Beyond LIVE
2020年4月までに、韓国最大のエンターテインメント企業であるSMエンタテインメントとネイバーが、コンサートをグローバルに展開することを目的とした覚書を締結したことが発表された。コンサートはV LIVEアプリで開催される。

## 賞
このプラットフォームでは毎年、最も人気のある人物やコンテンツを表彰する「V LIVE AWARDS」と呼ばれる賞を開催している。「グローバルトップ10」と「ルーキートップ5」は、最も人気のあるV LIVEチャンネルのトップ10に贈られる賞で、後者は特に新人アーティストに贈られる。ポピュラー賞は、オンライン投票で選ばれる。当初は15チャンネルが受賞する個別の放送を行っていたが、2019年からはV LIVEが「Vハートビート」と題したセレモニーで賞を発表するようになった。

## 韓流に与える影響
V LIVEは、韓国の有名人が世界中の視聴者にリーチできるメディアであり、世界中の非韓国語圏のファンが好きな韓流アイドルと親密に交流することができた。V LIVEでは、世界中のより多くの人にコンテンツを楽しんでもらうために、外国語の字幕を作成するファン・トランスレーターのオンライン・コミュニティがある。翻訳者は、翻訳したラインの数でランキングされる。ファンが特別な技術的スキルを必要としないように、字幕作成プロセスはユーザーフレンドリーなものになっている。コンテストやイベントを開催し、ファンの吹き替えを応援している。例えば、過去のファン翻訳者は、Vコインや好きなアイドルとのビデオ通話を獲得している。ファンの翻訳者によって、17種類もの字幕が用意されているビデオもある。
V LIVEは、RBWと協力して、ベトナムをベースにした番組を多く制作している。さらに、K-POPとV-POPのスターをつなぐスペシャルミニコンサート「Vハートビート」を開催した。最初のオープニングショーでは、優勝者をベトナムでの公演に招待した。